# Artikel 7 des Grundgesetzes für die Bundesrepublik Deutschland
Artikel 7 des deutschen Grundgesetzes (GG) befindet sich im ersten Abschnitt des Grundgesetzes, der die Grundrechte gewährleistet. Der Artikel regelt das deutsche Schulsystem.

## Normierung
Art. 7 GG lautet seit Inkrafttreten des Grundgesetzes am 24. Mai 1949 wie folgt:

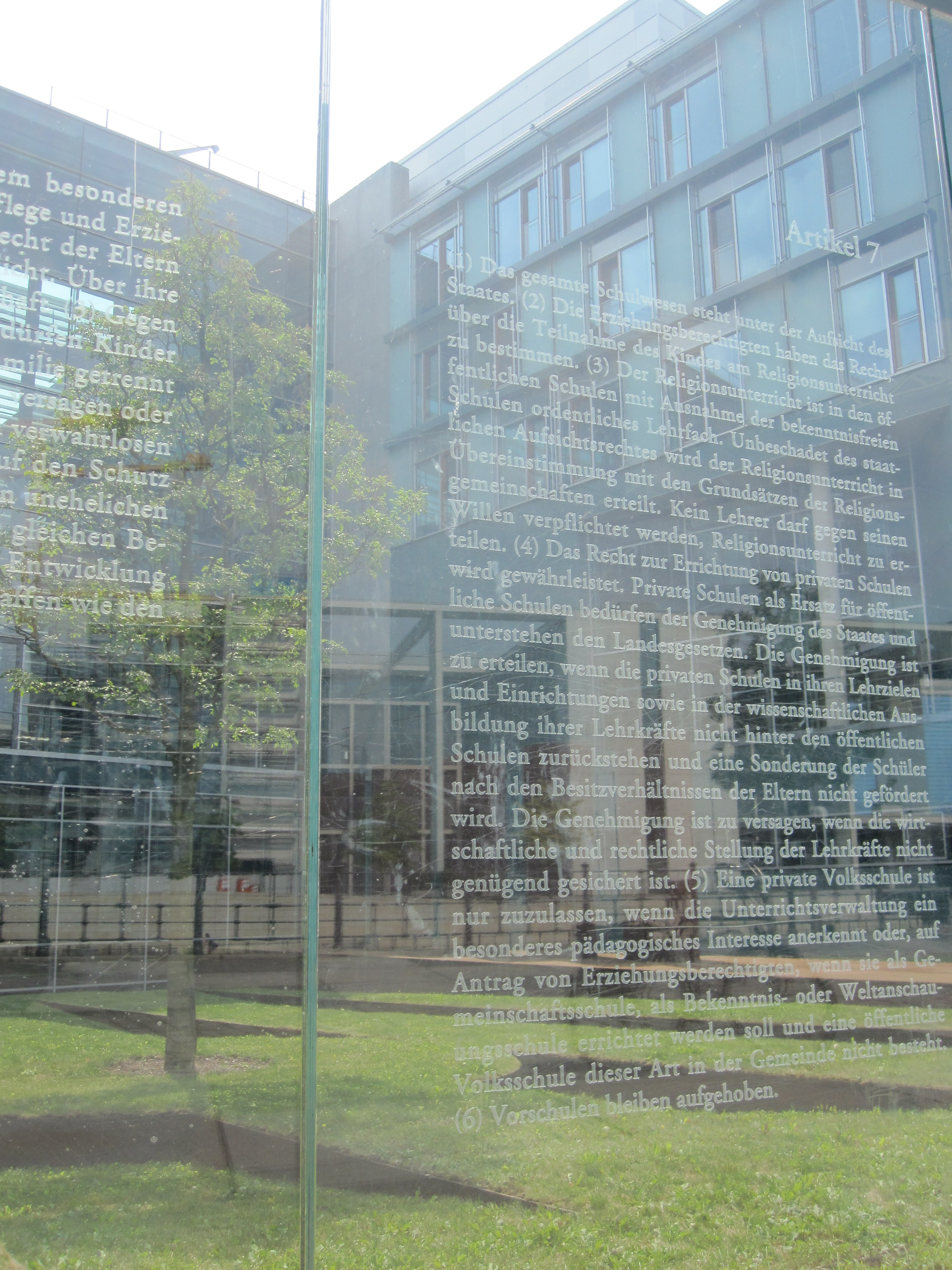
Artikel 7 des Grundgesetzes – eine Arbeit von Dani Karavan an den Glasscheiben zur Spreeseite beim Jakob-Kaiser-Haus des Bundestages in Berlin.

(2) Die Erziehungsberechtigten haben das Recht, über die Teilnahme des Kindes am Religionsunterricht zu bestimmen.
(3) Der Religionsunterricht ist in den öffentlichen Schulen mit Ausnahme der bekenntnisfreien Schulen ordentliches Lehrfach. Unbeschadet des staatlichen Aufsichtsrechtes wird der Religionsunterricht in Übereinstimmung mit den Grundsätzen der Religionsgemeinschaften erteilt. Kein Lehrer darf gegen seinen Willen verpflichtet werden, Religionsunterricht zu erteilen.
(4) Das Recht zur Errichtung von privaten Schulen wird gewährleistet. Private Schulen als Ersatz für öffentliche Schulen bedürfen der Genehmigung des Staates und unterstehen den Landesgesetzen. Die Genehmigung ist zu erteilen, wenn die privaten Schulen in ihren Lehrzielen und Einrichtungen sowie in der wissenschaftlichen Ausbildung ihrer Lehrkräfte nicht hinter den öffentlichen Schulen zurückstehen und eine Sonderung der Schüler nach den Besitzverhältnissen der Eltern nicht gefördert wird. Die Genehmigung ist zu versagen, wenn die wirtschaftliche und rechtliche Stellung der Lehrkräfte nicht genügend gesichert ist.
(5) Eine private Volksschule ist nur zuzulassen, wenn die Unterrichtsverwaltung ein besonderes pädagogisches Interesse anerkennt oder, auf Antrag von Erziehungsberechtigten, wenn sie als Gemeinschaftsschule, als Bekenntnis- oder Weltanschauungsschule errichtet werden soll und eine öffentliche Volksschule dieser Art in der Gemeinde nicht besteht.
Art. 7 GG regelt das staatliche Erziehungswesen als Ergänzung zum Elternrecht aus Art. 6 GG. Details sind in diesem Artikel nicht festgelegt, da diese den Bundesländern vorbehalten bleiben. Lediglich das Verhältnis öffentlicher Schulen zu Privatschulen und Fragen der religiösen beziehungsweise weltanschaulichen Orientierung werden ausgestaltet. Art. 7 GG enthält zahlreiche Bestimmungen mit Bezug zum Schulwesen. Teilweise handelt es sich hierbei um Freiheitsrechte, die dem Bürger die Abwehr hoheitlicher Eingriffe in eine Rechtsposition ermöglicht. Andere Regelungen des Art. 7 GG verpflichten den Staat dazu, Einrichtungen zu schaffen und geben dem Staat vor, wie diese zu organisieren sind. Somit stellt Art. 7 GG trotz seiner systematischen Stellung im Abschnitt über die Grundrechte nur in begrenztem Umfang ein solches dar.

## Entstehungsgeschichte
Verfassungsrechtliche Bestimmungen zum Schulwesen enthielt die Weimarer Reichsverfassung (WRV) von 1919. Gemäß Art. 144 WRV stand das Schulwesen unter der Aufsicht des Staats. Hiermit wollte der Gesetzgeber den kirchlichen Einfluss auf das Schulwesen beschränken.

## Schulaufsicht, Art. 7 Absatz 1 GG
Art. 7 Absatz 1 GG weist dem Staat die Aufsicht über das Schulwesen zu. Die Schulaufsicht bezieht sich auf die gesamte Organisation und Verwaltung des Schulwesens. Ausgeübt wird die Schulaufsicht durch die Bundesländer.
Die staatliche Schulaufsicht stellt eine Schranke der in Art. 7 GG enthaltenen Grundrechte dar, erlaubt also Eingriffe in diese, soweit sie zur staatlichen Schulaufsicht erforderlich und verhältnismäßig sind.

## Religionsunterricht, Art. 7 Absätze 2, 3 GG
Gemäß Art. 7 Absatz 2 GG besitzen die Erziehungsberechtigten das Recht, über die Teilnahme ihres Kindes bis zum vollendeten 14. Lebensjahr am Religionsunterricht zu bestimmen. Bei dieser Bestimmung handelt es sich um ein Abwehrrecht der Eltern gegen hoheitliche Einmischung. Das durch Art. 7 Absatz 2 GG verbürgte Recht besteht so lange, wie das Kind nicht religionsmündig ist. Im Kopftuchstreit wird kontrovers diskutiert, ob diese Norm dazu passt, das Tragen eines Kopftuches bei nicht religionsmündigen Kindern und Jugendlichen zu verbieten oder umgekehrt zu tolerieren.
Gemäß Art. 7 Absatz 3 Satz 1 GG stellt der Religionsunterricht ein reguläres Lehrfach an den Schulen dar. Hiernach ist es als Schulfach gegenüber anderen Fächern gleichberechtigt. Religionsunterricht hat die Vermittlung von Glaubenssätzen einer Religionsgemeinschaft zum Gegenstand. Er beschränkt sich nicht darauf, diese mitzuteilen, sondern lehrt sie als Wahrheit. Die Norm verpflichtet den Staat, Religionsunterricht als Lehrfach anzubieten. Auf die Erfüllung dieser Verpflichtung können Religionsgemeinschaften klagen. Art. 7 Absatz 3 Satz 1 GG findet als einzige Bestimmung des Grundgesetzes nicht in dessen gesamtem Geltungsbereich Anwendung. Durch die Bremer Klausel des Art. 141 GG sind die Bundesländer Bremen und Berlin nicht an Art. 7 Abs. 3 Satz 1 gebunden. Eine Anwendung von Art. 141 in den neuen Bundesländern gilt rechtlich als umstritten. Der Inhalt des Religionsunterrichts wird gemäß Art. 7 Absatz 3 Satz 2 GG durch die Religionsgemeinschaften bestimmt.

## Privatschulen, Art. 7 Absätze 4, 5, 6 GG
Gemäß Art. 7 Absatz 4 Satz 1 GG dürfen Bürger Privatschulen errichten. Dies umfasst Schulen, die das Bildungsangebot öffentlicher Schulen ergänzen (Ergänzungsschulen) und den Behörden nur angezeigt werden müssen, sowie Schulen, welche die Funktion einer öffentlichen Schule erfüllen (Ersatzschulen). Gemäß Art. 7 Absatz 4 Satz 2 GG bedarf der Betrieb einer Ersatzschule staatlicher Genehmigung. Auf diese hat der Betreiber gemäß Art. 7 Absatz 4 Satz 3 GG einen Anspruch, wenn die Qualität der Ersatzschule der einer öffentlichen Schule gleichwertig ist. Behörden, die mangels Vorgaben und durch den Verzicht auf Kontrollen eine Sonderung der Schüler fördern, dürfen keine Ersatzschulen genehmigen – unabhängig davon, ob die Privatschule auch vorhat, ihre Schüler nach den Besitzverhältnissen der Eltern auszuwählen, um beispielsweise hohe Schulgeldeinnahmen zu erzielen oder um eine bestimmte Zusammensetzung der Schülerschaft zu erreichen. Solange die Genehmigungsbehörden eine Sonderung der Schüler fördern, ist es den Behörden eigentlich verboten, Ersatzschulen zu genehmigen. Bisher wird dieses Gebot in den Bundesländern jedoch missachtet und nicht ernst genommen. Bisher fehlen Vorgaben, die das Sonderungsverbot konkretisieren, und eine Schulaufsicht, die diese kontrollieren würde. „Für Genehmigungsbehörden und Schulträger ist somit nicht klar, wie Schulgelder ermittelt und bis zu welcher Höhe sie erhoben werden können.“ Private Vorschulen wie im Kaiserreich bleiben weiterhin aufgehoben (siehe entspr. Abschnitt im Artikel Vorschule). Ein Gesetz, mit dem Absatz 5 aus dem Art. 7 gestrichen werden sollte, wurde zwar entworfen, aber nicht beschlossen.

## Anwendung in der Rechtsprechung
Eine Klage von Erziehungsberechtigten, die vor das Bundesverwaltungsgericht gebracht wurde, bezog sich auf den Umstand, dass in Art. 7 Abs. 1 festgelegt ist, dass der Staat die Aufsicht über das Schulwesen hat, aber nicht näher definiert wird, was das Schulwesen ist. Die zu klärende Frage dabei war, ob häuslicher Schulunterricht unter staatlicher Aufsicht zuzulassen ist oder nicht. Dabei kam es zu einer Grundrechtekollision zwischen Art. 6 Abs. 2 GG und Art. 7 Abs. 1 GG. Das Bundesverwaltungsgericht entschied 2009, dass grundsätzlich kein Anspruch darauf besteht, die Erfüllung der auf dem staatlichen Erziehungsauftrag aus Art. 7 Abs. 1 GG beruhenden Schulpflicht durch einen staatlich beaufsichtigten häuslichen Unterricht zu ersetzen.
Eine weitere juristische Prüfung wurde bei der Definition des Begriffes Religionsgemeinschaften eingebracht. Das Bundesverwaltungsgericht stellte 2005 in einem Prozess fest, dass z. B. ein mehrstufiger Verband (Dachverband) ebenfalls eine Religionsgemeinschaft sein kann. Eine Dachverbandsorganisation ist wiederum keine Religionsgemeinschaft, wenn der Dachverband durch Mitgliedsvereine geprägt wird, die religiöse Aufgaben nicht oder nur partiell erfüllen.
2021 leitete das Bundesverfassungsgericht in einer Entscheidung zu Maßnahmen zur Eindämmung von Covid-19 aus Art. 2 Abs. 1 GG i. V. m. Art. 7 GG ein Recht von Kindern und Jugendlichen auf schulische Bildung ab.